# Jody Shelley
Jody Shelley, född 7 februari 1976 i Thompson, är en kanadensisk före detta professionell ishockeyspelare, som spelade för Philadelphia Flyers i NHL. Han har tidigare representerat New York Rangers, San Jose Sharks och Columbus Blue Jackets.
Shelley blev inte draftad av något lag.